# Matsuura Hideaki
Hideaki Matsuura (sinh ngày 25 tháng 6 năm 1981) là một cầu thủ bóng đá người Nhật Bản.

## Sự nghiệp câu lạc bộ
Hideaki Matsuura đã từng chơi cho Ventforet Kofu, Jatco và Denso.